# Улица Дмитрия Дорошенко (Чернигов)
Улица Дмитрия Дорошенко (укр. Вулиця Дмитра Дорошенка) — улица в Новозаводском районе города Чернигова, исторически сложившаяся местность (район) Старая Подусовка. Пролегает от улицы Теробороны (Гагарина) до улицы Крымская.
Примыкают улицы Нечуя-Левицкого, Панаса Мирного.

## История
Улица 12-я Колея проложена в конце 1950-х годов, наряду с другими улицами Старой Подусовки. В 1960 году улица 12-я Колея переименована на Сталинградская улица — в честь города Сталинград. В связи с переименованием в 1961 году города Сталинград на Волгоград, в 1962 году  улица была переименована на улицу Соколовской — в честь большевика, революционера Софьи Ивановны Соколовской.
12 февраля 2016 года улица получила современное название — в честь украинского политического деятеля Дмитрия Ивановича Дорошенко, согласно Распоряжению городского главы В. А. Атрошенко Черниговского городского совета № 46-р «Про переименование улиц и переулков города» («Про перейменування вулиць та провулків міста»)

## Застройка
Улица пролегает в северо-западном направлении параллельно улицам Крымская и Московская. Парная и непарная стороны улицы заняты усадебной застройкой.
Учреждения: нет.